# Galen Clark
Pour les articles homonymes, voir Clark.
Galen Clark est un conservationniste américain né le 28 mars 1814 à Shipton et mort le 24 mars 1910 à Oakland. Il fut le premier Euro-Américain à visiter le Mariposa Grove, un bosquet de séquoias géants en faveur de la protection duquel il milita par la suite. Il fut pendant 24 ans à la tête du Yosemite Grant, aire protégée qui préfigura le parc national de Yosemite.